# Nazionale femminile di hockey su prato delle Figi
La nazionale di hockey su prato femminile delle Figi è la squadra femminile di hockey su prato rappresentativa delle Figi ed è posta sotto la giurisdizione della Fiji Hockey Federation.

## Partecipazioni

### Mondiali
- 1981-2006 – non partecipa

### Olimpiadi
- 1984-2008 - non partecipa

### Champions Trophy
- 1987-2009 - non partecipa

### Coppa d'Oceania
- 1999-2005 - non partecipa
- 2007 - 3º posto